# ادبیات داستانی تاریخی
ادبیات داستانی تاریخی (به انگلیسی: Historical fiction) یا ادبیات شبهه تاریخی، گونه‌ای از ژانر ادبی است که به‌طور معمول صحنه‌هایی از داستان را روایت می‌کند که در گذشته واقع شده یا روی داده است. هر چند در اغلب مواقع، این اصطلاح به عنوان مترادف رمان تاریخی مورد استفاده قرار می‌گیرد. از ادبیات داستانی تاریخی می‌توان در انواع گونه‌های روایت با محوریت تئاتر، اپرا، فیلم، تلویزیون، بازی ویدئویی و همین‌طور رمان گرافیکی استفاده کرد.